# Golden Earring
Golden Earring (tot in 1969 The Golden Earrings) was een Nederlandse rockband onder het label Red Bullet. De groep werd opgericht in 1961 en was op het moment van opheffing in 2021 de oudste nog bestaande rockband van Nederland. Het was op dat moment tevens een van de langst bestaande bands ter wereld.
Golden Earring heeft internationaal succes gehad met de hits Radar Love, Twilight Zone en When the Lady Smiles, en hun albums Moontan en Cut.

## Achtergrond
Als een van de weinige Nederlandse bands heeft Golden Earring internationaal succes gehad. De band heeft wereldwijd miljoenen albums verkocht en genoot in de jaren zeventig en tachtig van de twintigste eeuw een internationale sterrenstatus, met name in de Verenigde Staten. Golden Earring heeft meer dan dertig gouden en platina albums.
De band stond in totaal 389 weken in de Nederlandse Top 40 en is daarmee de succesvolste Nederlandse band in die lijst. In de Single Top 100 en voorgangers heeft de groep 60 hits behaald. Met vijf hitnoteringen in de Amerikaanse Billboard Hot 100 is Golden Earring de succesvolste Nederlandse act in Amerika, met Twilight Zone behaalden ze in 1982 zelfs een nummer 1-hit in de Billboard Mainstream Rock Tracks. In totaal belandden zes singles en acht albums in de toonaangevende lijsten van Billboard. De band legde tien uitgebreide tournees door Noord-Amerika af en vijf door Groot-Brittannië. Ook op het vasteland van Europa werd vaak getoerd, met name in Duitsland, waar de groep voor het laatst in 1990–1991 toerde, en nadien onregelmatig optrad.
Golden Earring was een van 's werelds oudste rockbands. De laatste bezetting was non-stop actief tussen 1970 en 2021, een nagenoeg uniek feit in de internationale rockwereld. In 2009 maakte Golden Earring zijn comeback in Engeland met concerten in Ipswich en Londen. Zomer 2011 werd het nieuwste album van de band live opgenomen in Londen, met producer Chris Kimsey. In oktober 2011 bracht TNT Post een speciale postzegel uit ter gelegenheid van het vijftigjarig bestaan van de band, en was er een tentoonstelling in het Haags Historisch Museum. In 2011 was het precies een halve eeuw geleden dat de voorloper van de Golden Earring werd opgericht, alhoewel de band liever 1965 als hun oprichtingsjaar ziet, omdat toen hun eerste single Please go uitkwam.

## Bezetting
Voormalige leden van de Golden Earring zijn:
- Barry Hay – zang, gitaar, dwarsfluit (1967–2021)
- Cesar Zuiderwijk – drums, effecten (1970–2021)
- George Kooymans – gitaar, zang (1961–2021)
- Rinus Gerritsen – basgitaar, contrabas, mondharmonica, toetsen, effecten (1961–2021)
- Fred van der Hilst – drums, percussie (1962–1965)
- Hans van Herwerden – gitaar (1962–1963)
- Peter de Ronde – gitaar (1963–1966)
- Frans Krassenburg – zang (1964–1967)
- Jaap Eggermont – drums, percussie (1965–1969)
- Sieb Warner – drums, percussie (1969–1970)
- Eelco Gelling – gitaar (1973–1975, 1976–1978)
- Robert Jan Stips – keyboard, synthesizer (1974–1976, 1977–1978, 1980, 1982, 1986)
- Bertus Borgers – saxofoon (1973–1976)
- John Lagrand – mondharmonica (1979)

## Biografie

### Beginperiode (1961–1965)
In 1961 besluiten de dertienjarige George Kooymans (gitaar) en zijn vijftienjarige buurjongen Rinus Gerritsen (basgitaar) een band te beginnen. Een andere vijftienjarige buurjongen, Fred van der Hilst, wordt de drummer, de naam van de band wordt: The Tornadoes. Als blijkt dat er in Den Haag al een band bestaat met die naam wordt als bandnaam gekozen voor The Golden Earrings naar een nummer van de Engelse band The Hunters. Begin 1962 komt Hans van Herwerden als ritmegitarist bij de band. Optredens op scholen en dansavonden in Den Haag volgen. De band speelt in de periode 1962–1963 voornamelijk covers van The Shadows en The Ventures. Eind 1963 verlaat Hans van Herwerden de band en wordt opgevolgd door Peter de Ronde en in de zomer van 1964 komt Frans Krassenburg als leadzanger bij de band. Drummer Jaap Eggermont vervangt in de zomer van 1965 Fred van der Hilst.

### Nationale doorbraak (1965–1968)
In mei 1965 worden The Golden Earrings geboekt door Jacques Senf voor een optreden in Club 192. Freddy Haayen raakt op slag geïnteresseerd in de groep, die inmiddels het pad van de Beatles bewandelt en weet een plaatopname te regelen bij platenmaatschappij Polydor waar hij op dat moment stage loopt. Just Ear-rings wordt zo het eerste popalbum opgenomen door een Nederlandse band. De bands eerste single Please go wordt in september 1965 een top 10-hit. Naast de onvoorwaardelijke steun van manager Haayen is de rol van Veronica-diskjockey Willem van Kooten (alias Joost den Draaijer) niet te onderschatten. Voor de opnamen van opvolger That day maken de bandleden met de veerboot een trip naar Londen, waar de Earrings in de Pye Studios een opnamedag geboekt hebben, uit onvrede met de Nederlandse studio's destijds en omdat de manager niet vies is van een stunt. Zo wordt That day het eerste Nederlandse popnummer dat in het Verenigd Koninkrijk wordt opgenomen. De single wordt in 1966 onthaald als een sensatie; meteen na thuiskomst verschijnen The Golden Earrings op televisie bij Willem Duys in zijn populaire praatprogramma Voor de vuist weg. Niets wordt aan het toeval overgelaten om ervoor te zorgen dat de hoogste plaats in de hitparade bereikt zal worden. Enkel tegengehouden door Michelle van The Beatles komt het nummer niet op nummer een in de Top 40. In datzelfde jaar 1966 vindt er een concert plaats van The Golden Earrings samen met The Kinks. Een lange reeks hits volgt, waaronder In My House (1967), Sound of the Screaming Day (1967), Together We Live Together We Love (1967), I've Just Lost Somebody (1968), de eerste nummer 1-hit Dong-dong-di-ki-di-gi-dong (1968) en Just a Little Bit of Peace in My Heart (1968), een lied dat George Kooymans schreef om zijn gevoelens te vertolken over zijn weggelopen liefde Melanie, zus van Rinus Gerritsen. Overigens zullen Kooymans en Melanie later met elkaar in het huwelijk treden.

### Internationaal succes (1969–1977)

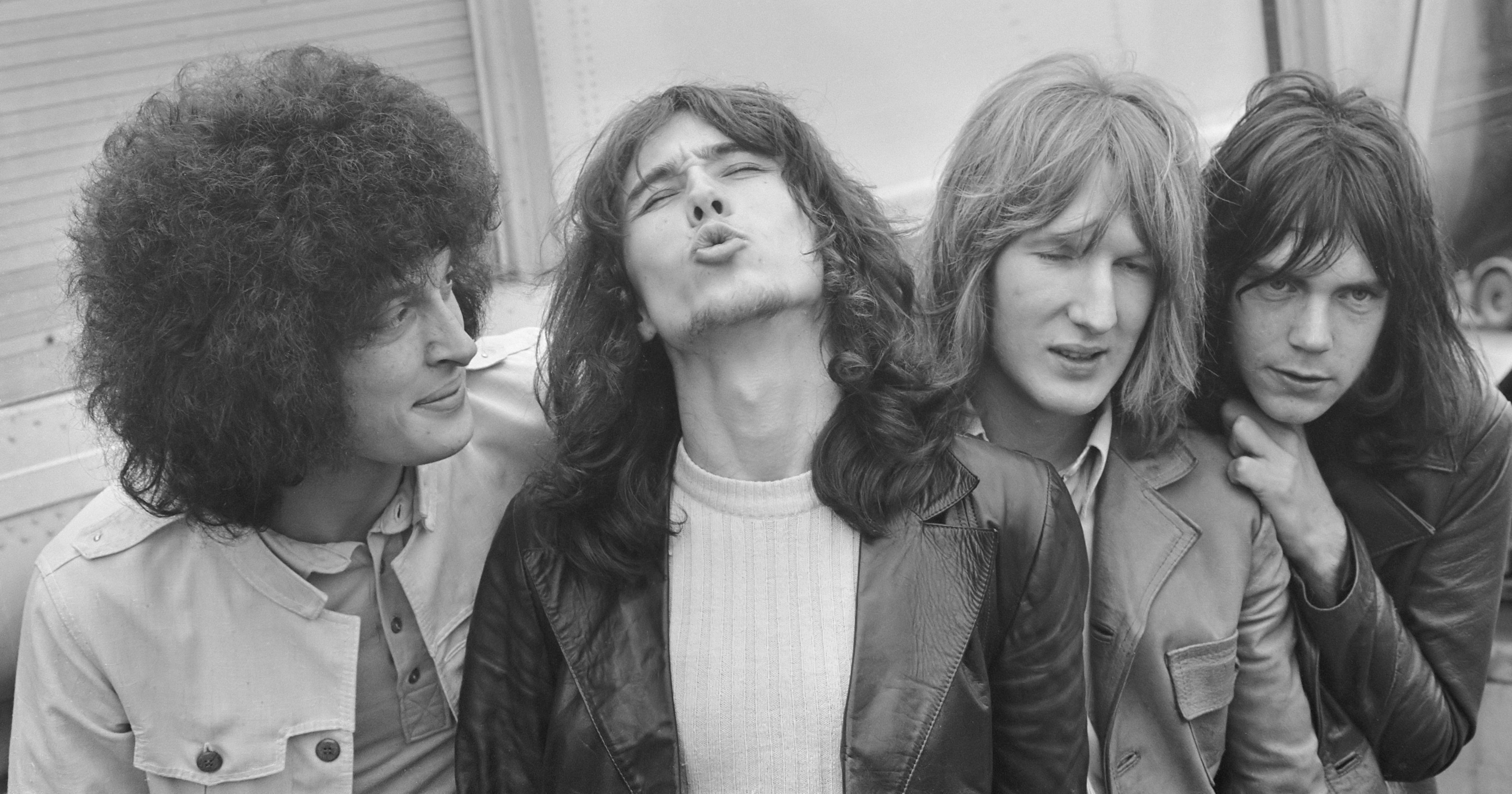
The Golden Earrings (1969)

In 1968/1969 wordt voorzichtig gekeken naar de ruigere rockmuziek en vooral de komst van Barry Hay, die in 1967 zanger Frans Krassenburg opvolgt, zorgt voor een impuls. Met de verandering van het geluid worden de deuren naar de Verenigde Staten opengezet. Vooral met de tot drie kwartier uitgesponnen Byrds-klassieker Eight Miles High maakt Golden Earring (inmiddels zonder 's') indruk in de Verenigde Staten, waar in 1969 getoerd wordt van de oostkust naar de westkust. Janis Joplin gaat voor de band op haar knieën in The Fillmore West in San Francisco waar de Golden Earring furore maakt. Vooral de basgitaarsolo van Rinus Gerritsen baart veel opzien en geeft aanleiding tot een poging van Jimi Hendrix Rinus te rekruteren voor zijn band The Jimi Hendrix Experience.
De nieuwe Earring is al te horen op de dubbelelpee On the Double (1968), de acid-plaat Eight Miles High (1969), en de singles Where Will I Be (1969) en Another 45 Miles (1969). Drummer Eggermont is intussen vervangen door Sieb Warner, die in 1970 op zijn beurt het veld moet ruimen voor Cesar Zuiderwijk. Nu is de viermansformatie compleet. Op 18 mei 1970 treden ze op tijdens de eerste editie van het popfestival Pinkpop te Geleen.  De echte muzikale kentering komt met de single Back Home in 1970. De single slaat enorm aan en staat op nummer 1 in de jaarlijst van de Hilversum 3 Top 30. Op dezelfde leest krijgt de band hits met Holy Holy Life (1971), het psychedelisch getinte nummer She Flies on Strange Wings (1971), Buddy Joe (1972) en Stand By Me (1972). In 1972 toert Golden Earring door Europa in het voorprogramma van The Who. Deze ontwikkeling draagt bij tot Radar Love, uitgebracht op Track, het platenlabel van The Who.
Radar Love en de elpee Moontan (1973) forceren de internationale doorbraak van de groep in Europa; in het Verenigd Koninkrijk en de Verenigde Staten krijgt de band vaste voet aan de grond. Moontan wordt zelfs goud in Amerika. Intensief wordt er getoerd met bands als Kiss en Aerosmith in het voorprogramma, en er zijn gezamenlijke optredens met Santana, Rush, Led Zeppelin, The Who, Ted Nugent, ZZ Top en Lynyrd Skynyrd, Eric Clapton, Pink Floyd en verschillende andere grote namen uit de muziekwereld.

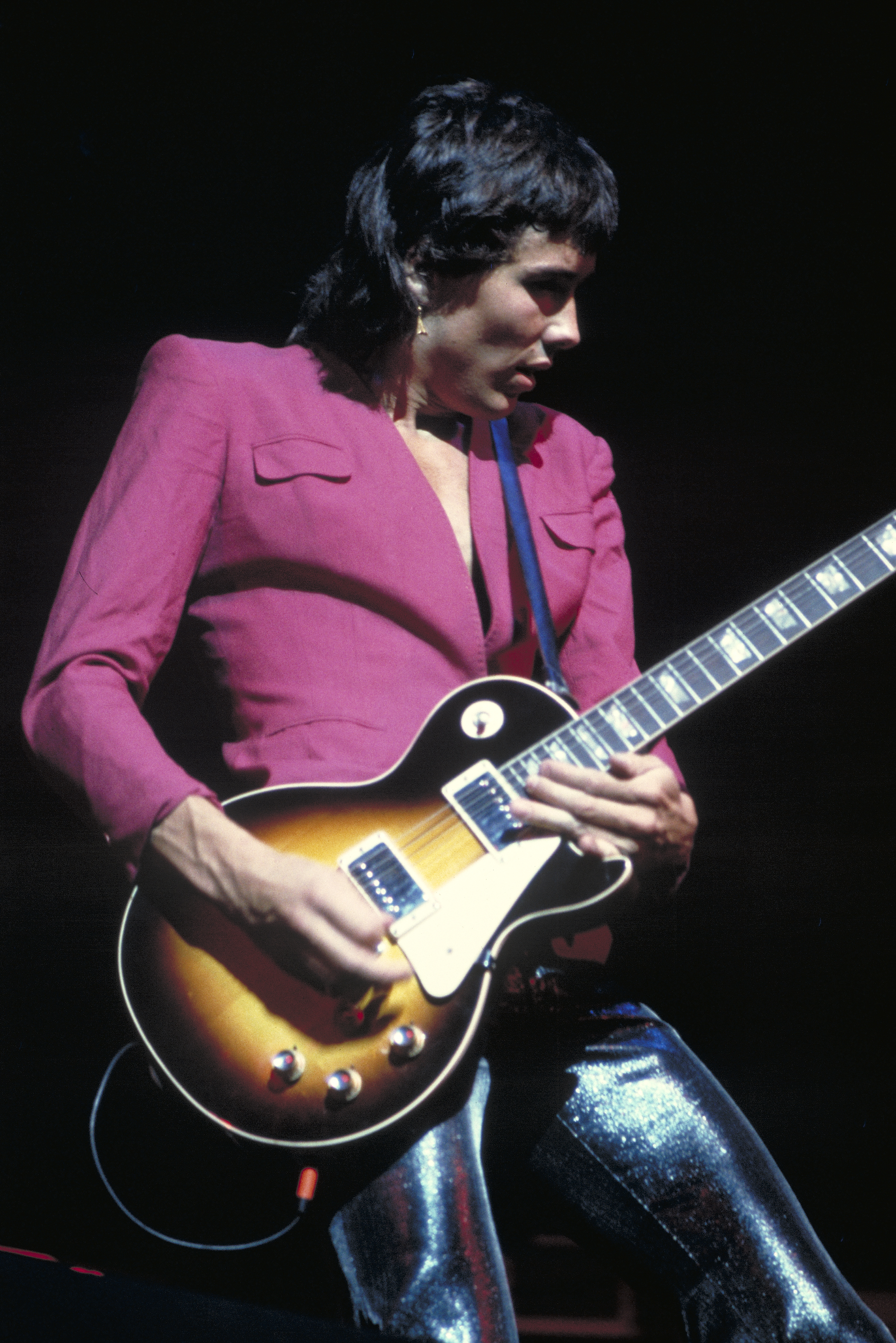
Leadgitarist George Kooymans in 1974

In eerste instantie wordt alles gefixeerd op de consolidatie van het Amerikaanse succes. Om het volle geluid van het album op het podium te kunnen reproduceren wordt eind 1974 toetsenist Robert Jan Stips aangetrokken. Met hem maakt de groep de albums Switch (1975) en het pretentieuze To the Hilt (1976). Hij wordt in de zomer van 1976 vervangen door gitarist Eelco Gelling, die prominent aanwezig is op de gitaarplaat Contraband (1976) en excelleert op Live (1977). Zowel Gelling als Stips geven later te kennen de Earring verlaten te hebben, omdat de band het beste fungeert als kwartet.

### Terugval (1978–1981)
De band past het imago aan en verandert zowel qua kleding- als muziekstijl. Opvolgers van Radar Love worden singles als Ce soir (1975), Sleepwalkin' (1976) en Bombay (1976), maar deze scoren minder hoog in de muzieklijsten. De band weet zijn positie in de Verenigde Staten niet uit te bouwen en verliesgevende tournees ondermijnen de motivatie. Gehuurde limousines blijken voor eigen kosten van de band te komen, die daar jaren later nog de financiële gevolgen van ondervindt. Het door sterproducer Jimmy Iovine begeleide album Grab It for a Second (1978) wordt een teleurstelling, wat voor Eelco Gelling reden is om de band te verlaten. De populariteit van de groep neemt af. Het nummer Weekend Love (1979) weet hierin geen kentering te brengen. In tijden van punk en new wave vallen de albums No Promises...No Debts (1979) en Prisoner of the Night (1980) net als het live-dubbelalbum 2nd Live (1981) uit de toon. De muziek lijkt in Amerika niet passend in de daar heersende mode en wordt niet opgepikt door platenmaatschappijen of radiostations en komt niet terecht bij het publiek. De bandleden besluiten te stoppen met de Golden Earring.

### Hernieuwde populariteit (1982–1985)
Net op het moment dat de band na 20 jaar wil stoppen, maakt Golden Earring in 1982 een comeback met de single Twilight Zone en de elpee Cut.
De titel Cut duidt op de kreet uit de televisie- en filmwereld, waar de regisseur "cut" roept bij het einde van de opname van een scène. Het album is bedoeld als afscheidsplaat, een final "cut" voordat het doek definitief zal vallen. Tijdens een emotionele vergadering thuis bij manager Freddy Haayen vraagt deze de band om niet zomaar het bijltje erbij neer te gooien, maar eruit te gaan met een knaller van een plaat, als laatste statement.
Alle vier de leden van Golden Earring zullen twee nummers schrijven voor deze laatste plaat, die dan snel klaar zal zijn. George heeft het nummer Twilight Zone nog op de plank liggen voor zijn soloalbum, maar besluit dat het wel makkelijk is om te gebruiken voor het laatste Earringalbum.
In Amerika slaat de plaat aan en wordt hij een top 10-hit. In de Billboard Hot 100 komt het nummer op nummer 10; in de Billboard Mainstream Rock Tracks op nummer 1. De begeleidende videoclip van Dick Maas wordt veel vertoond op MTV America, die net gestart is met uitzenden. Het is een van de eerste videoclips in zijn soort, en mede door het succes ervan op televisie en inspanningen van manager Freddy, die als plugger de plaat bij allerlei radiostations en dj's promoot, wordt Twilight Zone de tweede Amerikaanse Earringhit. Een succesvolle tournee door de Verenigde Staten is het gevolg en niemand die meer aan stoppen denkt.
Financieel wordt de Amerikaanse 'Twilight Zone'-tournee een succes, al is het maar omdat Rob Gerritsen (broer van Rinus) meereist en de twee broers samen de boekhouding doen.
Anderhalf jaar later is het opnieuw raak: When the Lady Smiles – net als Twilight Zone vergezeld van een door Dick Maas vervaardigde videoclip – wordt de vijfde nummer 1-hit voor de band in Nederland. Het experimentele album N.E.W.S. (1984) haalt eveneens de hoogste regionen. De band reist door de Verenigde Staten voor hun tiende concertreeks, die hen door bijna heel de Verenigde Staten voert, waaronder Hawaï. Ondertussen belandt When the Lady Smiles op de derde plaats in de hitlijsten in Canada. Deze laatste tournee in 1984 wordt niet het succes waar de Golden Earring op hoopt, omdat de puriteinse houding van de omroepcensuur in de VS zich tegen de band keert, die met de clip van When the Lady Smiles denkt een klapper van formaat te kunnen maken op MTV. Het clipje wordt door de Amerikanen aangepast vanwege de zogenaamde verkrachting van een non, maar daardoor gaat de verhaallijn van het filmpje verloren. Radiostations kunnen niets met het nummer, want "het paste in geen enkel format op de radio, ze konden er niets mee", aldus Barry Hay. Het nummer wordt nauwelijks gedraaid op de Amerikaanse radiostations en de gecensureerde clip wordt alleen 's nachts op MTV vertoond. Barry Hay: "En daar gingen we weer, moesten we weer helemaal opnieuw beginnen, iets opbouwen, daar hadden we dus geen zin meer in."
Als Golden Earring terugkeert naar Nederland vindt er een "Back Home"-concert plaats in de Groenoordhallen in Leiden, dat opgenomen wordt in opdracht van MTV America door Dick Maas. Van dit concert wordt een lp/cd verspreid onder de titel Something Heavy Going Down (Live from the Twilightzone) met een gedeelte van dit concert en een studio-opname, het titelnummer Something Heavy Going Down, waarvoor wederom een passende clip (ditmaal door Paul de Nooijer) wordt gedraaid waarin Barry Hay als "future video freak" de hoofdrol speelt.
Dit concert is op dvd uitgebracht onder de titel Live from the Twilightzone en geeft een overzicht van de stand van zaken op muzikaal gebied van dat moment binnen de band. Volgens kenners behoren de vertolkingen van Twilight Zone en Radar Love tijdens dat concert tot de beste liveopnames die er van de band gemaakt zijn.
In 1985 treedt de Golden Earring op tijdens Europe a Go Go, een muziekmanifestatie dat in Europa live op televisie wordt uitgezonden vanaf verschillende locaties. De Nederlandse inzending wordt Golden Earring die optreedt in de Amsterdamse poptempel Paradiso.

### Financiële en artistieke crisis (1986–1990)
Er volgt een periode met weinig activiteit van de band. In 1986 komt het album The Hole uit, met de toptienhit Quiet Eyes. Van het nummer Why Do I werd de mastertape echter gewist, waardoor noodgedwongen de opname van de achtergrondzangers gebruikt moest worden als leadzangpartij. De achtergrondzang klonk daardoor dubbel. De band was hier niet tevreden over en heeft deze oplossing van producer Schellekens hersteld tijdens de eerste akoestische The Naked Truth-sessies in 1992, toen ze het nummer opnieuw live en unplugged opnamen.
In de door Anton Corbijn gemaakte videoclip van Quiet Eyes speelde Dolf Brouwers een hoofdrol. Tevens maakte Corbijn de persfoto's en het hoesontwerp van The Hole.
Barry Hay en George Kooymans richtten hun eigen label Ring Records op, wat geen groot succes werd. De Golden Earring BV kreeg te maken met een enorme belastingaanslag. Wegens een poging de bv in Liechtenstein te vestigen werd de band beschuldigd van belastingontduiking en er volgde een inval van de FIOD. Daarbij kwam dat de band bij zaakwaarnemer Willem van Kooten voor vele tonnen schulden had, vanwege onder meer de 100.000 gulden kostende videoclip van When the Lady Smiles. Een faillissement voor de groep werd afgewend door het uitbrengen van de "Greatest Hits"-compilatie van Arcade uit 1988, waarna een uitgebreide tournee volgde door Duitsland, Oostenrijk, Zwitserland en de DDR. In de zomer van 1989, vlak voor de val van de Berlijnse Muur, trad de Golden Earring op in Oost-Berlijn. De Oost-Duitse overheid was terughoudend naar westerse pop- en rockmuziek, en een televisieoptreden voor de Oost-Duitse staatstelevisie werd om die reden op het laatste moment afgelast. Ondertussen kwam het door elektronica gedomineerde Keeper of the Flame (1989) uit, waarop Cesar Zuiderwijk nauwelijks te horen valt. Hij werd vervangen door de samples en keyboards van Rinus Gerritsen, die tevens het lied Distant Love schreef. Een van de weinige politiek geëngageerde liedjes van de Golden Earring is Turn the World Around, dat door wederom Dick Maas van een videoclip werd voorzien.

### Jaren negentig (1991–2000)
In 1991 verschijnt Bloody Buccaneers, waarmee weer aansluiting wordt gezocht met de muziekstijl uit de beginjaren. De single Going to the Run bereikt de top 3. Dit succes wordt ruimschoots overtroffen door het akoestische album The Naked Truth (1992). Hernieuwde internationale belangstelling is er niet, maar in Nederland worden van The Naked Truth circa een half miljoen exemplaren verkocht. Behalve het geven van elektrische concerten geeft men vanaf 1993 akoestische concerten in theaters en schouwburgen. De financiële zorgen die het voortbestaan van de groep jarenlang hebben geteisterd zijn hiermee opgelost, en alle uitstaande schulden worden in één klap afbetaald. Amerika lijkt weer te lonken als Deep Purple de Golden Earring vraagt op te treden in het voorprogramma van een grote Amerikaanse tournee in 1994. Het aanbod is genereus, maar de Golden Earring gaat er niet op in omdat ze in Nederland al zijn volgeboekt. Daarbij komt nog dat de bandleden niet afgeschilderd willen worden als "golden oldies".
In 1994 verschijnt het semi-akoestische Face It, deels voortbordurend op het grote succes van The Naked Truth, een album met zowel unplugged songs alsmede een aantal stevige elektrische tracks, dat live werd opgenomen in de garage van George Kooymans, met een stel vrienden en familie als publiek. Met dit concept wordt gepoogd de energie van live-optreden te "vangen" op een studio-plaat. Het album Love Sweat uit 1995 bevat enkel covers van nummers die de band ooit geïnspireerd hebben en verkoopt beduidend minder. In 1997 is het tijd voor het succesvolle album Naked II. In 1999 verschijnt het album Paradise in Distress, dat in de pers wordt becommentarieerd als een "rockopera in wording". De eeuwwisseling wordt feestelijk luister bijgezet met extra lange jubileumconcerten en de elektronische live-dubbel-cd Last Blast of the Century (2000), opgenomen tijdens deze concerten. Van het laatste jubileumconcert, wederom in de Leidse Groenoordhallen, verschijnt een dvd. Het is de eerste live-cd/dvd van de band die officieel uitgebracht wordt sinds 1992. Gedeeltes van de dvd van het laatste concert van de eeuw worden door Veronica uitgezonden op oudejaarsavond 1999. Oudbandleden spelen weer mee, bijvoorbeeld Robert Jan Stips, eveneens zijn er een gospelkoortje en een blazerssectie onder leiding van Bertus Borgers bij.

### Nieuw millennium (2000–2009)
In 2000 laste de band een sabbatical year in, dat werd afgesloten met de compilatie The Devil Made Us Do It (2000). Minder succesvol is het nummer Yes, We're on Fire (2000), dat Golden Earring als officiële tune voor de Olympische Spelen opnam. Er verscheen een single, Miles Away from Nowhere (2000), dat de tune was van de SBS-televisieserie De Bus.
In 2003 verscheen het dertigste album van de band, Millbrook U.S.A., waarvoor naar het plaatsje Millbrook (New York) in het noorden van de staat New York in de Verenigde Staten werd afgereisd, waar collega en vriend van de band Frank Carillo een studio heeft. Carillo speelt en schrijft mee aan dit album dat eind 2009 door lezers van de Wegener-dagbladen en -internetsites werd uitgeroepen tot een van de beste platen van de 'jaren nul' en op de derde plaats komt. In het plaatselijke restaurant worden de vier Earrings herkend als "the guys from Radar Love", en ze gaven een spontaan akoestisch optreden met hun twee grootste hits Radar Love en Twilight Zone.
In februari 2005 kwam het nieuwe akoestische livealbum Naked III uit op super audio cd en als live-dvd (opgenomen in de Panama Club te Amsterdam, juni 2004). In mei van het jaar 2005 speelde de Golden Earring na 28 jaar weer op Pinkpop in Landgraaf, voor de derde keer in zijn carrière. Op 3 september 2005 was de Golden Earring te vinden op het Haagse Malieveld waar zij het podium delen met DI-RECT en Kane tijdens het Beatstad Festival. De drie bands sloten samen het festival af met een jam van het Golden Earringnummer Back Home.
Op 3 december 2005 verscheen het boek Golden Earring van uitgeverij Pictures Publishers, oorspronkelijk een initiatief van twee Golden Earringfans. Het boek op lp-formaat bevat 900 illustraties van verscheidene bekende fotografen, en veel tekstuele bijdragen van oud-bandleden, bekende Nederlanders en Golden Earringfans. Het werd gepresenteerd in de Haagse Discotheek Asta voor duizend fans en vele genodigden; de eerste exemplaren werden er door Freek de Jonge aan de band uitgereikt. Daarna speelde Golden Earring een concert van een uur, samen met Bertus Borgers en oud-Earringlid Robert Jan Stips.
In februari 2006 speelde de band voor het eerst sinds 1984 weer in de Ahoy te Rotterdam. Van dit optreden werd een liveregistratie gemaakt die op dvd uitkwam, "met gratis cd", en een goed beeld geeft van een typisch Earringconcert. Op 2 december 2006 trad Golden Earring op in Club Z7 bij Bazel (Zwitserland), en op 15 en 16 december gaf de band een besloten optreden in de Heineken Music Hall in Amsterdam.
Op 10 juni 2007 trad de band op in Keulen voor Rockpalast, een muziekshow van de Duitse televisiezender WDR. Op 15 december 2007 speelde de band F in het voorprogramma tijdens een optreden in de Heineken Music Hall, waar Golden Earring traditioneel haar tournee elk jaar afsluit.
5 februari 2008 gaf de groep opnieuw een concert in Ahoy. Sinds zanger Barry Hay naar Curaçao is verhuisd heeft de band een ander speelschema. Het aantal optredens is zo iets minder, maar er wordt meer voor grote zalen gespeeld, zoals Ahoy, waar de band in 2011 weer terugkeerde.
In september 2008 bracht Barry Hay het soloalbum The Big Band Theory met het Metropole Orkest uit. De cd bevat klassiekers van onder andere de Rolling Stones, Lovin' Spoonful, Blood, Sweat & Tears en Robert Palmer. Het album werd uitgebracht op het jazzlabel Blue Note uit New York.
In 2009 speelde de groep naast hun theater- en elektrische concerten op diverse festivals waaronder Concert at Sea op de Brouwersdam (80 duizend bezoekers) en Appelpop in Tiel (170 duizend bezoekers), en in Nederlands grootste zalen zoals Ahoy, Heineken Music Hall, Rijnhal en de Rodahal. Opmerkelijk waren de twee concerten in Engeland, in de Shepherds Bush Empire in Londen en in het Ipswich Regent in maart 2009. In Londen keerde de band terug in de zaal waar ze in de jaren zeventig voor de BBC televisieopnames hadden voor het programma The Old Grey Whistle Test. Het was voor het eerst sinds meer dan 30 jaar dat Golden Earring weer in de UK optrad. Golden Earring is inmiddels een goed geoliede machine alsmede een bedrijf geworden waar met vele mensen, wensen en risico's rekening wordt gehouden. Een grote buitenlandse tournee moet voorzichtig gepland worden en heeft alleen zin als er televisie- en radio-optredens aan verbonden zijn.
De Earring kreeg in juni 2009 een Decennium Award van de Stichting Nederlandse Top 40. De onderscheiding werd uitgereikt tijdens de lancering van de nieuwe website Top40.nl. De Earring ontving in 2005 ook al een Top 40 Award als langst genoteerde act in de Nederlandse Top 40. Als alle hits van de Haagse band worden opgeteld, staan ze bijna 400 weken genoteerd in de lijst.

### Periode vanaf 2010
Op 2 april 2010 bracht George Kooymans samen met Frank Carillo de plaat On Location uit die positief ontvangen werd in de pers, en toeren Kooymans/Carillo door het land. De overige Earrings doen solo-uitstapjes in het theater- en festivalcircuit zoals Cesar Zuiderwijk met zijn drumshow 'Drumbonen en Kaneelstokken'.
In 2010 en 2011 bleef Golden Earring toeren door het hele land in theaters en de grootste concertzalen, maar werden er na het traditioneel groots opgezette concert in de Rotterdamse Ahoy op 20 februari 2010 minder concerten gepland. In december 2010 werden optredens in de Heineken Music Hall in Amsterdam en 013 in Tilburg en WTC Expo in Leeuwarden verplaatst naar 2011 wegens stembandproblemen van George Kooymans. Tot 23 april 2011 werden alle concerten afgelast en later ingehaald, nadat Kooymans stem weer goed was. De geplande opnames voor een nieuw album, dat zou worden opgenomen in de Abbey Road Studios, werden afgezegd.
Om op de bühne een voller geluid neer te kunnen zetten, werd in april 2011 toetsenist en zanger Jan Rooymans gevraagd om de band te komen versterken. Hij speelde op het nieuwe studioalbum van Golden Earring. Later in de zomer van 2011 werd dit album, Tits 'n Ass, live opgenomen in de State of the Ark Studio's in Londen, met producer Chris Kimsey. Tits 'n Ass is het 25e studioalbum voor de groep, en met verzamelalbums meegerekend hun 45e album. Het werd op 11 mei 2012 uitgebracht en is hun vijfde album dat de nummer 1-positie in de Nederlandse hitlijsten bereikte.
Op 4 december 2015 verschenen de ep The Hague en de single Je regrette ter gelegenheid van het vijftigjarig bestaan van de band. In juli 2016 werden deze gevolgd door The Hague / Five Zero met daarbij een dvd.
Op 25 oktober 2019 kwam, ter gelegenheid van de vijftigste verjaardag van de huidige samenstelling van de band, de single "Say When" uit. Op de B-kant van de single verscheen "Back Home", de eerste single die in deze samenstelling werd uitgebracht.
Op 25 augustus 2023 verscheen het boek The Biography Of The Ultimate Drivin' Song, Radar Love 1973 - 2023, vanwege dat het feit dat het 50 jaar geleden was dat het nummer op single werd uitgebracht.

### Einde
Aan het einde van 2020 vertelde George Kooymans aan de rest van de band dat hij de diagnose ALS had gekregen en moest stoppen met optreden. Op 5 februari 2021 kwam dit nieuws naar buiten. Barry Hay en Cesar Zuiderwijk gaven aan dat zij geen vervanger voor Kooymans wilden zoeken en dat dit het einde van de band betekende.
De Golden Earring heeft het voornemen in januari 2026 alsnog een afscheidsconcert te geven. Zanger Barry Hay, bassist Rinus Gerritsen en drummer Cesar Zuiderwijk gaan nog één keer het podium op, onder de noemer "One Last Night". Dat gebeurt als afsluiting van De Vrienden van Amstel Live in Ahoy, het jaarlijkse evenement waar altijd tal van Nederlandse bands optreden. Het optreden komt er mede op initiatief van Kooymans. De Golden Earring wordt bijgestaan door onder meer Di-rect, Maan, Danny Vera, Acda en De Munnik en Davina Michelle.

### Tribute 'De Earring & Ik'
Op 30 september 2024
gaven 1000 fans van Golden Earring alsnog een tribute-concert in Ahoy.
Vijf jaar ervoor, in november 2019 speelden de muzikanten hun laatste show in diezelfde Ahoy. Nadat enkele bekende muzikanten nummers van de Earring ten gehore hadden gebracht, speelden 100 drummers, 100 bassisten, 200 gitaristen, 400 zangers en zangeressen en ook nog 200 blazers vier nummers: Back Home, Buddy Joe, Radar Love en Twilight Zone. De opbrengst van het concert was bestemd voor de Stichting ALS Nederland. De duizend deelnemers waren geselecteerd aan de hand van een demovideo van Radar Love. Ook Earringsdrummer Cesar Zuiderwijk speelde mee.

## Belang en invloed van Golden Earring
Golden Earring was vanaf het begin internationaal georiënteerd. De tweede single That Day werd in de Pye Studios in Londen opgenomen, waar Led Zeppelin, The Rolling Stones en Jimi Hendrix vaste klant waren. Voor promotiedoeleinden reisde de band in 1967 naar Stockholm om daar in een weekend wat foto's te schieten. Hetzelfde gebeurde in Parijs waar een fotosessie bij onder andere de Eiffeltoren plaatsvond. Nadat de band twee jaar later de top van de Nederlandse hitparade bereikte, volgde een coast-to-coasttournee in de Verenigde Staten, met optredens in onder andere de Fillmore East in New York, The Fillmore West in San Francisco, Detroits Grande Ballroom, TheVillage Gate in New York, en de Whisky a Go Go op de Sunset Strip in West Hollywood bij Los Angeles. De band was support-act voor onder andere Joe Cocker, B.B. King en John Lee Hooker. In 1969 werd er een concertfilm gemaakt, met onder anderen Rinus Gerritsens bassolo, die tijdens de Amerikaanse concerten als hoogtepunt werd beschouwd. Jimi Hendrix was onder de indruk van Gerritsen, en wilde hem in zijn Jimi Hendrix Experience hebben. Gerritsen hoorde hier pas van toen Golden Earring al lang en breed terug was in Nederland. De band raakte geïnspireerd door The Doors en Led Zeppelin, wat te horen is op het album Eight Miles High. Vanaf Back Home (1970) liet de band een nieuw geluid horen, wat haar tot de toonaangevende Nederlandse rockband van begin jaren zeventig maakte.
Intussen schreef Kooymans hits voor andere artiesten, zoals Bojoura en Earth and Fire. Rond 1970 leek de gitarist met zijn betrokkenheid de spil van de Nederlandse rockscene. Met Radar Love openden voor zijn eigen band de Amerikaanse deuren zich. Dankzij de tournees leerden ze nieuwe geluidstechnieken kennen, zoals quadrofonie. In het buitenland probeerden ze de laatste trends te volgen en hun verworven markt te handhaven, wat gedeeltelijk lukte. Golden Earring maakte tussen 1969 en 1984 tien grote tournees van drie maanden, elk door de Verenigde Staten, en gaf concerten in meer dan veertig staten; iets wat tot nog toe door geen andere Nederlandse act is geëvenaard.
In de jaren tachtig gaf Golden Earring met name de toon aan op het gebied van de dan laatste ontwikkeling binnen de popmuziek, de videoclip. Dick Maas regisseerde voor Twilight Zone en When the Lady Smiles baanbrekende filmpjes. Golden Earring dankt er mede zijn comeback aan. Muzikaal gezien was de groep vanaf de jaren tachtig eerder een trendvolger (vergelijk met het dansritme van Twilight Zone, de rapinvloeden op N.E.W.S.).
In de jaren negentig was de pioniersrol over. Wel stonden Hay en Kooymans in de jaren tachtig en negentig steeds vaker aan de wieg van menig nieuwe carrière, zoals die van Anouk. Ze schreven liedjes voor haar debuutalbum Together Alone en produceerden dit debuut in Kooymans' eigen studio in Rijkevorsel, België.
Collega-muzikanten gaven aan dat ze de Golden Earring waarderen, zoals U2, dat tijdens concerten in Nederland vaak Radar Love speelde. Steve Harris van Iron Maiden was een jarenlange fan van de Golden Earring, en zijn band coverde het nummer Kill Me (Ce Soir) op hun 12-inch Holy Smoke (1990). In vele reclamespotjes en speelfilms in Nederland en de VS werden nummers van de Golden Earring gebruikt, meestal hun grootste internationale hit Radar Love, dat inmiddels door meer dan driehonderd artiesten vertolkt is.
In 2008 werd het nummer When the Lady Smiles een van de campagneliedjes van de Amerikaanse presidentskandidaat Hillary Clinton. Eerder had ook echtgenoot Bill Clinton tijdens de voorverkiezingen in 1992 in de VS de hitsingle Radar Love gebruikt.
In 2011 werd Radar Love door de kijkers van het Britse televisieprogramma Top Gear uitgeroepen tot 'The Best Driving Song Ever'.

## Eerbetoon

### Madurodam

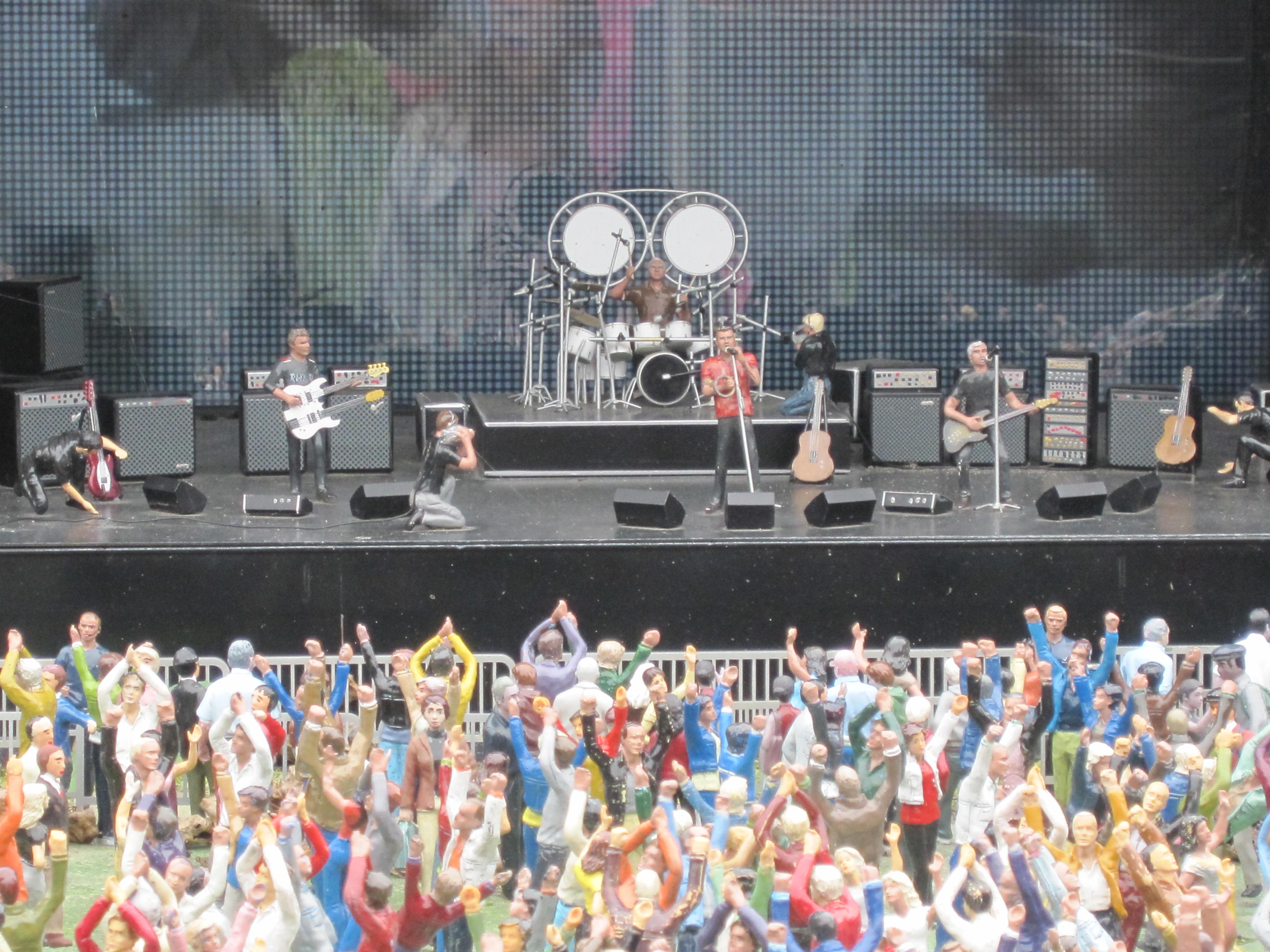
Miniatuur Golden Earring in Madurodam

In 2009 kreeg Golden Earring een plek in het miniatuurpark Madurodam. Hier was een voorstelling te zien van een festivalterrein met de band spelend op het podium. De bezoekers konden kiezen uit drie nummers van de band: Radar Love, Twilight Zone en When the Lady Smiles. Bij de grote verbouwing van Madurodam in 2012 moest de Golden Earring plaatsmaken voor Armin van Buuren. In 2018 werd de voorstelling van de band er in afgeslankte vorm teruggezet, maar nu spelend op een strand.

### Straatnaam Almere
Sinds oktober 1991 is er in Almere de Golden Earringstraat.

### Tentoonstelling
Het Haags Historisch Museum wijdde van 3 september 2011 tot en met 26 februari 2012 een tentoonstelling aan Golden Earring. Deze tentoonstelling, 'Golden Earring - Back Home', schetste een beeld van vijftig jaar Golden Earring, aan de hand van tal van singles, lp’s, posters, T-shirts, instrumenten en portretten. Het Haagse uitgaansleven in de jaren 60 en 70 werd eveneens belicht. De tentoonstelling werd voorbereid in samenwerking met Museum RockArt. Gastconservator was Jaap Schut.

### Ereburgerschap
In april 2021 werden de leden van de band benoemd tot ereburger van Den Haag en kregen zij een Gouden Erepenning toegekend wegens hun bijdragen aan de bekendheid van Den Haag als muziekstad.

### Prijzen (selectie)
- 1966: Edison
- 1970: Edison
- 1973: NME Awards, 'Most promising name'
- 1974: NME Awards, voor Radar Love
- 1974: Conamus Exportprijs
- 1983: Conamus Exportprijs
- 1985: Edison
- 1999: Edison (oeuvreprijs)
- 2013: Edison (nominatie publieksprijs beste album)